# Бишо
Бишо е град във Република Южна Африка, столица на провинция Източен Кейп. Населението на града е 137 287 души (2001).